# Nikolaus von Bodman
Der dem vormaligen Adelsgeschlecht Bodman entstammende Johann Nikolaus Freiherr von und zu Bodman (* 23. Februar 1903 in Bodman; † 25. Oktober 1988 in Radolfzell-Möggingen) war Ornithologe und Naturschützer.

## Leben
Bodman wurde als jüngerer Sohn des Grafen Othmar von und zu Bodman (1868–1930) und dessen Frau Maria Gräfin von Walderdorff (* 1871), am 23. Februar 1903 (Rosenmontag) im Schloss Bodman geboren. Sein älterer Bruder war Dr. Johannes Graf von und zu Bodman (* 1899).
Nach dem Besuch der Volksschule kam Bodman 1915 in das Schulinternat Kloster Ettal in Bayern, das Gymnasium in Ravensburg und bis 1924 das Pädagogikum Stöckle in Bad Wörishofen, wo er die Reifeprüfung ablegte. Danach studierte er bis 1931 an der Universität Bonn sowie den Landwirtschaftlichen Hochschulen Bonn-Poppelsdorf und Hohenheim.
Von April bis Juni 1927 unternahm er eine Forschungsreise mit dem Direktor des Museums Alexander König, Prof. Dr. Adolf von Jordans, auf die Balearen und arbeitete 1928/29 als Praktikant auf einem landwirtschaftlichen Gut des Grafen Brühl in Kolho bei Cottbus.
1932 übernahm Bodman die Verwaltung des Wasserschlosses Möggingen bei Radolfzell. – Seine Großmutter, Maria Gräfin von Walderdorff, geborene Gräfin von Rechberg und Rothenlöwen, hatte 1900 die einstige Herrschaft Möggingen erworben und über ihre Tochter ihrem Enkel Nikolaus vererbt.
Am 15. Oktober 1935 heiratete Bodman Monika Leopoldine Antonia Josepha Huberta Maria Gräfin von Spee (1907–1992) und hatte mit ihr drei Söhne:
- Johann Wilderich Maria Othmar Hubertus, Freiherr von Bodman (* 12. Dezember 1936 in Möggingen am Mindelsee) ⚭ Maria-Claudia, Freiin von Stotzingen
- Johann Othmar Mariano Hubertus, Freiherr von und zu Bodman (* 24. Juni 1939 in Möggingen am Mindelsee) ⚭ Utta Lauffs
- Johann Konrad Franz Hubertus Maria, Freiherr von und zu Bodman (* 13. Oktober 1941 in Möggingen am Mindelsee) ⚭ Christiane Becker

Von 1941 bis 1945 absolvierte Bodman seinen Kriegsdienst in Frankreich.
Vier Tage nach seinem Tod, am 29. Oktober 1988, wurde Bodman in der Familiengruft zu Möggingen beigesetzt.

## Naturschutz
Bodman engagierte sich neben seiner beruflichen Tätigkeit stark für den Naturschutz, insbesondere für den Schutz der Vogelwelt. 1928 war er mit Kurt Floericke Mitbegründer des Vereins „Süddeutsche Vogelwarte“ und deren Vorsitzender von 1931 bis 1938. Nach deren Auflösung richtete er die „Beringungszentrale von Baden und Württemberg“ in seinem Wasserschloss in Möggingen als eine Art Zweigstelle der Vogelwarte Rossitten ein, die er, nachdem sie heimatlos geworden war, 1946 ebendort aufnahm. Die Station wurde danach als „Vogelwarte Radolfzell“ am Bodensee und als Max-Planck-Institut für Ornithologie weitergeführt.
Ein weiteres Verdienst von Bodman ist die Einrichtung zahlreicher Naturschutz- und Landschaftsschutzgebiete am Bodensee, so beispielsweise auf der Höri und dem Bodanrück. Außerdem setzte er sich für den Schutz des Bodenseeufers vor zu starker Bebauung ein. Entsprechende Verordnungen setzte der Konstanzer Landrat Ludwig Seiterich, mit dem Bodman eng zusammenarbeitete, in Verordnungen um.

## Veröffentlichungen
- 1960: Die Gruftkapelle zu Möggingen, in „Möggingen 860–1960“, hg. Herbert Berner, 1960, Bd. VI Hegau-Bibliothek
- 1960: Der Mindelsee, in „Möggingen 1860–1960“
- 1979: Schloß Möggingen am Mindelsee, Schlossführer
- 1984: Schloß Möggingen, in „Der Mindelsee“, Monographie eines Naturschutzgebietes auf dem Bodanrück, hg. von der Landesanstalt für Umweltschutz in Baden-Württemberg, Institut für Ökologie und Naturschutz Karlsruhe
- 1984: Jagd und Wild, in „Der Mindelsee“

## Mitgliedschaften und Ehrungen
- 1931: Mitglied der Deutschen Ornithologen-Gesellschaft
- 1936 bis 25. November 1971: Gemeinderat in Mögglingen; außerdem stellvertretender Bürgermeister (1937, 1945) und Bürgermeister (1939, 1968) von Mögglingen
- 1949–1969: Kreisjägermeister im Landkreis Konstanz; dann Ehrenkreisjägermeister
- 1953: Mitbegründer und Beirat der Bodenseegruppe des „Vereins Deutscher Gewässerschutz“
- 1955–1975: Kreisbeauftragter für Naturschutz im Landkreis Konstanz
- ab 1955: Beirat ds Hegau-Geschichtsvereins
- 24. September 1960: Verleihung der Ehrenbürgerschaft der Gemeinde Möggingen
- 1961: Wiedergründung der „Internationalen Arbeitsgemeinschaft Naturschutz Bodensee“ (1926 gegründet und eingeschlafen)
- 1963: Gründung des „Bund Naturschutz Bodensee-Hegau“, einer Vorläuferorganisation des BUND-Landesverbandes Baden-Württemberg
- 1964: Vorstandsmitglied der „Arbeitsgemeinschaft Deutscher Beauftragter für Natur- und Landschaftspflege e. V.“
- 1968: Verleihung des Bundesverdienstkreuzes am Bande durch Landrat Dr. Ludwig Seiterich

„Ich begrüße in Ihnen einen noblen Naturschützer vom Scheitel bis zur Sohle, traditionsbewußt, gegenwartsnah, der Zukunft verpflichtet, einen getreuen Ekkard des Naturschutzes im westlichen Bodenseeraum. Unermüdlich in der Wahrung aller Interessen von Natur und Landschaft. Ein unerschrockener Kämpfer in der Verteidigung der Heimat und des waidgerechten Jagdwerks. Nie verzagt, selten entmutigt, stets präsent, immer bereit zum selbstlosen Einsatz, ein treuer und mutiger Weggefährte.“

- 9. Juni 1972: Verleihung der Alexander-von-Humboldt-Medaille der Alfred Toepfer Stiftung F. V. S.
- 1975: Gründungsmitglied, 1976/77 Vorstand und von 1977 bis 1988 Vorsitzender des Kuratoriums „Stiftung Deutsche Umwelthilve e. V.“
- 1975: Ehrenring des Landkreises Konstanz
- 1979: Ehrenplakette des Regierungspräsidiums Freiburg
- 1982: Hegau-Preis der Gemeinde Steißlingen
- 1983: Widmung des Buches Der Mindelsee bei Radolfzell – Monographie eines Naturschutzgebietes auf dem Bodanrück (Hrsg. LfU Baden-Württemberg).